# Trumpism
Trumpism är ett samlingsbegrepp för den amerikanska presidenten Donald Trumps politiska idéer och värderingar.

## Ideologiska utgångspunkter

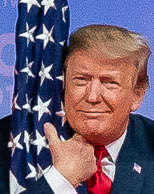
Den 45:e amerikanska presidenten, Donald J. Trump, som har gett namn åt begreppet Trumpism.

Trumpism är en nationalistisk ideologi[källa behövs] som är anti etablissemang och globalism.  Trumpismen är en förgrening ur högerpopulismen. Ett inslag i denna ideologiska riktning är auktoritarianism som värdesätter starkt ledarskap framför demokratiska processer, vilket har medfört ett amerikanskt frånvändande från allierade så som NATO och EU för att istället närma sig Ryssland. Peter J. Katzenstein och Jeff Goodwin menar att centrala teman inom trumpismen är dels nationalism, religion och ras, men också socialkonservatism, neoliberal kapitalism, ekonomisk nationalism, vit nationalism och nativism.
I trumpism finns också ett inslag av rasism och diskriminering så som vad gäller vilka amerikanska medborgare som är att betrakta som riktiga amerikaner, något som generellt riktar sig mot religiösa och etniska minoriteter. Rasismen tar sig också i uttryck så till vida att den vill upprätthålla de missgynnande strukturerna mot dessa grupper, vilket har fått vissa att kalla trumpism för "apartheid liberalism"
I trumpism finns också ett motstånd mot akademi och vetenskap, och den förespråkar att hålla väljare i limbo beträffande var ledarskapet kommer att landa i politiska sakfrågor.  Detta har tagit sig i uttryck i ett återkommande missledande av det amerikanska folket.
Ekonomsikt fokuserar trumpism på nationella investeringar för att skapa jobb vilket är i linje med trumpismens slagord, "America First" (Amerika först) som generellt ses som ett uttryck för isolationism. Det finns de som menar att trumpism är ett slags plutokrati där politiskt inflytande och makt fördelas utefter ekonomisk inkomst där höginkomsttagare är de som gynnas mest. 

## Socialpsykologi

### Dominans och antropologi
Både sympatisörer och kritiker till Donald Trump har vid tillfällen omtalat hans dominanta beteende och liknat det vid beteenden som återfinns i djurriket. Till exempel jämförde före detta talmannen Newt Gingrich Trump med en aggressiv björn i positiva ordalag i sitt tal Principles of Trumpism där denne beskrev dominans som en central del i ideologin. Ett annat exempel på detta är silvergorillor. Antropologen Jane Goodall förklarade att för att en gorillahane ska dominera den sociala hierarkin utövar denne spektakulära beteenden så som att slå i marken, kasta stenar eller dra omkring grenar. Desto kraftfullare och mer kreativa dessa beteenden är, desto mer sannolikt kommer denne att stiga uppåt i hierarkin och hålla sig kvar på toppen. Ett beteende som hon tyckte sig kunna känna igen i Trump. Antropologen Christopher Boehm och psykologen Dan P. McAdams såg också likheter med schimpanser. Genom Twitter kunde Trump kuva de som hotade hans position som schimpanshanar gör när konkurrerande hanar är i närheten. När de rivaliserande hanarna har underkuvat sig och hedrar alfahanen lugnar han ned sig och flocken får lugn och ro.

### Kollektiv narcissism
Robert Jay Lifton menar att Donald Trump distribuerar en slags solipsistisk världsbild till sina väljare, där den enda riktiga upplevelsen av verkligheten är den som upplevs av den egna gruppen. Detta i sin tur skapar en överdriven positiv självbild av gruppen som tillsammans med offermentalitet skapar kollektiv narcissism. I den narcisstiska världsbilden som trumpismen skapar finns generellt ett inslag av nostalgi för en svunnen tid, dock är denna nostalgi baserad på den solipsistiska världsbilden och inte utifrån andras upplevelse av samma tid. Den kollektiva narcissismen förstärks i sin tur av att ideologin till stor del utgår från eller tror på konspirationsteorier, vilket ger väljaren som tror på dessa teorier en känsla av överlägsenhet. Således ifrågasätter trumpismen individens relation till verkligheten vilket förstärks av att Donald Trump i ena stunden talar stöttande gentemot högerextrema och i nästa stund till människorättsaktivister.

## Kritik av trumpism
En återkommande kritik mot trumpism är att ideologin är en fascistisk yttring. Argument emot denna hållning poängterar att trumpismen har en restriktiv inställning till våld i jämförelse med fascismen. Dock finns det de som menar att detta gäller fysiskt våld och att det i trumpismen finns naturliga inslag av verbalt våld som tar sig uttryck genom hot, hat och diskriminering som i sin tur kan leda till fysiskt våld. Därtill till skillnad från fascism har trumpism en kritisk inställning till kollektivism på ett sätt som är okaraktäristiskt för fascism.

## Trumpism i Europa
Flera partier i Europa har antingen beskrivits som trumpistiska i sin natur eller har ställt sig positiva till den trumpistiska ideologin. Exempel på sådana partier är Sannfinländarna, Ressemblement National och Sverigedemokraterna. 